# Lotto Volley League (2022/2023)
Lotto Volley League 2022/2023 – 79. sezon rozgrywek o mistrzostwo Belgii w piłce siatkowej zorganizowany przez Volley Belgium. Zainaugurowany został 15 października 2022 roku i trwał do 6 maja 2023 roku.
W Lotto Volley League uczestniczyło 9 drużyn. Do najwyższej klasy rozgrywkowej dołączył mistrz Nationale 1 – Axis Guibertin. Rozgrywki składały się z fazy zasadniczej, fazy play-off, w tym finałów, fazy play-down oraz fazy play-off o 5. miejsce w europejskich pucharach.
Po raz czternasty mistrzostwo Belgii zdobył klub Knack Roeselare, który w finałach pokonał Greenyard Maaseik. Trzecie miejsce zajął zespół Volley Haasrode Leuven.
Przed początkiem sezonu podjęto decyzję o zmianie nazwy rozgrywek z EuroMillions Volley League na Lotto Volley League.

## System rozgrywek
Lotto Volley League w sezonie 2022/2023 składała się z fazy zasadniczej, fazy play-off, w tym finałów, fazy play-down oraz fazy play-off o 5. miejsce w europejskich pucharach.
Faza zasadnicza

W fazie zasadniczej uczestniczyło 9 drużyn. Rozegrały one między sobą po dwa spotkania systemem kołowym (każdy z każdym – mecz u siebie i rewanż na wyjeździe). Sześć najlepszych zespołów awansowało do fazy play-off, natomiast te z miejsc 7-9 trafiły do fazy play-down.
Faza play-off

W fazie play-off sześć najlepszych drużyn fazy zasadniczej rozegrało między sobą po dwa spotkania systemem kołowym (każdy z każdym – mecz u siebie i rewanż na wyjeździe). Zespoły tę fazę rozpoczynały z następującą liczbą punktów:
- 1. drużyna fazy zasadniczej – 5 pkt;
- 2. drużyna fazy zasadniczej – 4 pkt;
- 3. drużyna fazy zasadniczej – 3 pkt;
- 4. drużyna fazy zasadniczej – 2 pkt;
- 5. drużyna fazy zasadniczej – 1 pkt;
- 6. drużyna fazy zasadniczej – 0 pkt.

Dwa najlepsze zespoły awansowały do finałów, te z miejsc 3-4 zakończyły udział w rozgrywkach zgodnie z zajętym miejscem w tabeli, natomiast drużyny z miejsc 5-6 trafiły do fazy play-off o 5. miejsce w europejskich pucharach.
Finały

O mistrzostwo grały dwie najlepsze drużyny fazy play-off. Rywalizacja toczyła się do trzech zwycięstw ze zmianą gospodarza po każdym spotkaniu. Gospodarzem pierwszego meczu był zespół, który w fazie play-off zajął wyższe miejsce.
Faza play-down

W fazie play-down uczestniczyły drużyny, które w fazie zasadniczej zajęły miejsca 7-9. Rozegrały one między sobą po dwa spotkania systemem kołowym (każdy z każdym – mecz u siebie i rewanż na wyjeździe). Zespoły tę fazę rozpoczynały z następującą liczbą punktów:
- 7. drużyna fazy zasadniczej – 2 pkt;
- 8. drużyna fazy zasadniczej – 1 pkt;
- 9. drużyna fazy zasadniczej – 0 pkt.

Dwie najlepsze drużyny fazy play-down trafiły do fazy play-off o 5. miejsce w europejskich pucharach, natomiast ta, która zajęła ostatnie miejsce w tabeli, została sklasyfikowana na 9. miejscu.
Faza play-off o 5. miejsce w europejskich pucharach

Faza play-off o 5. miejsce w europejskich pucharach składała się z półfinałów i finałów. Pary półfinałowe powstały zgodnie z kluczem:
- para 1: 5. miejsce w fazie play-off – 2. miejsce w fazie play-down;
- para 2: 6. miejsce w fazie play-off – 1. miejsce w fazie play-down.

O awansie w parze decydował jeden mecz, którego gospodarzem była drużyna uczestnicząca w fazie play-off. Przegrani w parach zostali sklasyfikowani odpowiednio na miejscach 7-8 zgodnie z wynikami fazy play-off lub fazy play-down.
Zwycięzcy półfinałów rozegrali jeden mecz finałowy o 5. miejsce w klasyfikacji końcowej i prawo udziału w europejskich pucharach. Gospodarzem finału był zespół wyżej rozstawiony.

## Drużyny uczestniczące
| | Lotto Volley League 2022/2023 |   |     |
| --- | ----------------------------- | - | --- |
| ROE | Knack Roeselare               | 1 | LM  |
| MEN | Decospan Volley Team Menen    | 2 | LM  |
| MAA | VC Greenyard Maaseik          | 3 | CEV |
| LIN | Lindemans Aalst               | 4 | Ch  |
| GNT | Caruur Volley Gent            | 5 | CEV |
| ACH | Tectum Achel                  | 6 |     |
| LEU | Volley Haasrode Leuven        | 7 |     |
| WRM | Waremme Volley                | 8 |     |
| | Awans z Nationale 1           |   |     |
| GUI | Axis Guibertin                | 1 |     |
| Oznaczenia: - kolumna pierwsza – skróty nazw drużyn wpisane na mapie (jeśli ta została zamieszczona), - kolumna trzecia – miejsce zajęte przez daną drużynę w poprzednim sezonie. |                               |   |     |

## Faza zasadnicza

### Tabela wyników
| Gospodarz \ Gość1          | ROE | MEN | MAA | LIN | GNT | ACH | LEU | WRM | GUI |
| -------------------------- | --- | --- | --- | --- | --- | --- | --- | --- | --- |
| Knack Roeselare            | -   | 3:2 | 3:1 | 3:0 | 3:1 | 3:0 | 3:0 | 3:0 | 3:0 |
| Decospan Volley Team Menen | 0:3 | -   | 1:3 | 2:3 | 3:0 | 3:1 | 3:1 | 3:1 | 0:3 |
| VC Greenyard Maaseik       | 0:3 | 3:1 | -   | 3:1 | 3:2 | 3:0 | 3:1 | 3:2 | 3:0 |
| Lindemans Aalst            | 0:3 | 3:0 | 0:3 | -   | 1:3 | 1:3 | 1:3 | 3:0 | 3:1 |
| Caruur Volley Gent         | 0:3 | 0:3 | 0:3 | 3:2 | -   | 3:0 | 2:3 | 3:0 | 3:2 |
| Tectum Achel               | 0:3 | 0:3 | 0:3 | 2:3 | 3:2 | -   | 3:2 | 1:3 | 3:1 |
| Volley Haasrode Leuven     | 1:3 | 2:3 | 3:2 | 3:2 | 0:3 | 3:0 | -   | 3:1 | 3:1 |
| Waremme Volley             | 0:3 | 3:1 | 0:3 | 1:3 | 0:3 | 0:3 | 0:3 | -   | 3:1 |
| Axis Guibertin             | 2:3 | 1:3 | 1:3 | 3:1 | 3:2 | 3:1 | 0:3 | 3:0 | -   |

Źródło: Lotto Volley League – Data Project (ang.)
1 Drużyna gospodarzy jest wymieniona po lewej stronie tabeli.
Kolory:
  zwycięstwo gospodarzy 3:0 lub 3:1
  zwycięstwo gospodarzy 3:2
  zwycięstwo gości 3:0 lub 3:1
  zwycięstwo gości 3:2

### Terminarz i wyniki spotkań
| Data        | Godz. | Gospodarz                  | Rezultat                                | Gość                       | Widzów |
| ----------- | ----- | -------------------------- | --------------------------------------- | -------------------------- | ------ |
| 1. KOLEJKA  |       |                            |                                         |                            |        |
| 15.10.2022  | 20:30 | Lindemans Aalst            | 3:0 (25:22, 25:16, 28:26)               | Decospan Volley Team Menen | 520    |
| 15.10.2022  | 20:30 | Volley Haasrode Leuven     | 3:0 (25:17, 25:23, 25:19)               | Tectum Achel               | 400    |
| 15.10.2022  | 20:30 | Greenyard Maaseik          | 3:2 (25:18, 23:25, 25:19, 16:25, 15:8)  | Caruur Volley Gent         | 750    |
| 16.10.2022  | 18:00 | Axis Guibertin             | 2:3 (13:25, 25:18, 25:23, 17:25, 8:15)  | Knack Roeselare            | bd.    |
| 2. KOLEJKA  |       |                            |                                         |                            |        |
| 22.10.2022  | 20:30 | Tectum Achel               | 0:3 (15:25, 16:25, 19:25)               | Greenyard Maaseik          | 485    |
| 22.10.2022  | 20:30 | Caruur Volley Gent         | 3:0 (25:19, 25:18, 25:17)               | Waremme Volley             | 325    |
| 22.10.2022  | 20:30 | Knack Roeselare            | 3:0 (25:22, 25:17, 25:16)               | Volley Haasrode Leuven     | 525    |
| 22.10.2022  | 20:30 | Decospan Volley Team Menen | 0:3 (19:25, 23:25, 15:25)               | Axis Guibertin             | 400    |
| 3. KOLEJKA  |       |                            |                                         |                            |        |
| 26.10.2022  | 20:30 | Volley Haasrode Leuven     | 0:3 (20:25, 23:25, 17:25)               | Caruur Volley Gent         | bd.    |
| 26.10.2022  | 20:30 | Greenyard Maaseik          | 3:1 (25:19, 23:25, 25:19, 27:25)        | Lindemans Aalst            | 480    |
| 26.10.2022  | 20:30 | Decospan Volley Team Menen | 0:3 (23:25, 18:25, 19:25)               | Knack Roeselare            | 350    |
| 26.10.2022  | 20:30 | Waremme Volley             | 3:1 (25:22, 25:20, 19:25, 28:26)        | Axis Guibertin             | 280    |
| 4. KOLEJKA  |       |                            |                                         |                            |        |
| 01.11.2022  | 18:00 | Volley Haasrode Leuven     | 3:2 (25:23, 25:21, 19:25, 18:25, 15:9)  | Lindemans Aalst            | 500    |
| 02.11.2022  | 20:30 | Knack Roeselare            | 3:1 (25:20, 22:25, 25:22, 25:12)        | Greenyard Maaseik          | 1135   |
| 02.11.2022  | 20:30 | Caruur Volley Gent         | 3:0 (25:21, 25:21, 25:18)               | Tectum Achel               | 245    |
| 02.11.2022  | 20:30 | Waremme Volley             | 3:1 (15:25, 26:24, 25:19, 25:19)        | Decospan Volley Team Menen | 170    |
| 5. KOLEJKA  |       |                            |                                         |                            |        |
| 12.11.2022  | 20:30 | Tectum Achel               | 0:3 (16:25, 14:25, 22:25)               | Decospan Volley Team Menen | 238    |
| 12.11.2022  | 20:30 | Lindemans Aalst            | 1:3 (20:25, 26:24, 19:25, 20:25)        | Caruur Volley Gent         | 410    |
| 12.11.2022  | 20:30 | Greenyard Maaseik          | 3:2 (23:25, 25:13, 25:16, 23:25, 15:9)  | Waremme Volley             | 820    |
| 13.11.2022  | 18:00 | Axis Guibertin             | 0:3 (18:25, 21:25, 24:26)               | Volley Haasrode Leuven     | bd.    |
| 6. KOLEJKA  |       |                            |                                         |                            |        |
| 19.11.2022  | 20:30 | Caruur Volley Gent         | 3:2 (25:17, 25:21, 21:25, 23:25, 16:14) | Axis Guibertin             | 120    |
| 19.11.2022  | 20:30 | Tectum Achel               | 2:3 (25:23, 23:25, 25:18, 23:25, 13:15) | Lindemans Aalst            | 213    |
| 19.11.2022  | 20:30 | Knack Roeselare            | 3:0 (25:18, 25:13, 25:14)               | Waremme Volley             | 440    |
| 19.11.2022  | 20:30 | Volley Haasrode Leuven     | 3:2 (19:25, 16:25, 25:16, 25:18, 15:10) | Greenyard Maaseik          | 500    |
| 7. KOLEJKA  |       |                            |                                         |                            |        |
| 26.11.2022  | 20:30 | Decospan Volley Team Menen | 3:0 (25:23, 25:22, 25:23)               | Caruur Volley Gent         | 400    |
| 26.11.2022  | 20:30 | Knack Roeselare            | 3:0 (25:18, 25:16, 25:18)               | Tectum Achel               | 345    |
| 27.11.2022  | 18:00 | Axis Guibertin             | 3:1 (25:22, 17:25, 25:17, 27:25)        | Lindemans Aalst            | bd.    |
| 27.11.2022  | 18:00 | Waremme Volley             | 0:3 (26:28, 17:25, 27:29)               | Volley Haasrode Leuven     | 110    |
| 8. KOLEJKA  |       |                            |                                         |                            |        |
| 07.12.2022  | 20:30 | Lindemans Aalst            | 3:0 (25:23, 25:17, 25:10)               | Waremme Volley             | 563    |
| 07.12.2022  | 20:30 | Caruur Volley Gent         | 0:3 (23:25, 20:25, 16:25)               | Knack Roeselare            | bd.    |
| 07.12.2022  | 20:30 | Tectum Achel               | 3:1 (25:16, 26:24, 20:25, 25:16)        | Axis Guibertin             | 185    |
| 07.12.2022  | 20:30 | Decospan Volley Team Menen | 1:3 (20:25, 26:28, 25:18, 21:25)        | Greenyard Maaseik          | 350    |
| 9. KOLEJKA  |       |                            |                                         |                            |        |
| 10.12.2022  | 16:00 | Volley Haasrode Leuven     | 2:3 (25:20, 22:25, 25:20, 20:25, 9:15)  | Decospan Volley Team Menen | 250    |
| 10.12.2022  | 20:30 | Knack Roeselare            | 3:0 (25:22, 25:18, 25:22)               | Lindemans Aalst            | 675    |
| 10.12.2022  | 20:30 | Greenyard Maaseik          | 3:0 (25:19, 25:21, 25:21)               | Axis Guibertin             | 450    |
| 11.12.2022  | 18:00 | Waremme Volley             | 0:3 (22:25, 23:25, 16:25)               | Tectum Achel               | 250    |
| 10. KOLEJKA |       |                            |                                         |                            |        |
| 21.12.2022  | 20:30 | Caruur Volley Gent         | 0:3 (22:25, 18:25, 23:25)               | Decospan Volley Team Menen | 250    |
| 21.12.2022  | 20:30 | Volley Haasrode Leuven     | 3:1 (18:25, 25:13, 25:17, 25:18)        | Waremme Volley             | bd.    |
| 21.12.2022  | 20:30 | Tectum Achel               | 0:3 (20:25, 21:25, 18:25)               | Knack Roeselare            | 293    |
| 21.12.2022  | 20:30 | Lindemans Aalst            | 3:1 (25:14, 20:25, 25:12, 25:22)        | Axis Guibertin             | 600    |
| 11. KOLEJKA |       |                            |                                         |                            |        |
| 07.01.2023  | 20:30 | Greenyard Maaseik          | 3:0 (25:23, 25:19, 25:15)               | Tectum Achel               | 860    |
| 07.01.2023  | 20:30 | Volley Haasrode Leuven     | 1:3 (20:25, 28:30, 27:25, 15:25)        | Knack Roeselare            | 600    |
| 08.01.2023  | 14:00 | Waremme Volley             | 0:3 (24:26, 22:25, 21:25)               | Caruur Volley Gent         | 190    |
| 08.01.2023  | 18:00 | Axis Guibertin             | 1:3 (19:25, 26:28, 25:17, 23:25)        | Decospan Volley Team Menen | bd.    |
| 12. KOLEJKA |       |                            |                                         |                            |        |
| 14.01.2023  | 20:30 | Decospan Volley Team Menen | 2:3 (25:18, 24:26, 22:25, 25:22, 16:18) | Lindemans Aalst            | 450    |
| 14.01.2023  | 20:30 | Caruur Volley Gent         | 0:3 (19:25, 12:25, 24:26)               | Greenyard Maaseik          | 250    |
| 14.01.2023  | 20:30 | Tectum Achel               | 3:2 (25:21, 27:25, 19:25, 14:25, 15:11) | Volley Haasrode Leuven     | 204    |
| 14.01.2023  | 20:30 | Knack Roeselare            | 3:0 (25:21, 25:14, 25:18)               | Axis Guibertin             | 620    |
| 13. KOLEJKA |       |                            |                                         |                            |        |
| 21.01.2023  | 20:30 | Tectum Achel               | 1:3 (24:26, 25:16, 22:25, 23:25)        | Waremme Volley             | 215    |
| 21.01.2023  | 20:30 | Lindemans Aalst            | 0:3 (17:25, 21:25, 17:25)               | Knack Roeselare            | 750    |
| 21.01.2023  | 20:30 | Decospan Volley Team Menen | 3:1 (21:25, 25:22, 25:19, 25:19)        | Volley Haasrode Leuven     | 400    |
| 22.01.2023  | 18:00 | Axis Guibertin             | 1:3 (17:25, 17:25, 25:14, 21:25)        | Greenyard Maaseik          | bd.    |
| 14. KOLEJKA |       |                            |                                         |                            |        |
| 28.01.2023  | 20:30 | Knack Roeselare            | 3:1 (25:16, 22:25, 25:17, 25:22)        | Caruur Volley Gent         | 640    |
| 28.01.2023  | 20:30 | Greenyard Maaseik          | 3:1 (25:18, 28:26, 20:25, 25:19)        | Decospan Volley Team Menen | 830    |
| 29.01.2023  | 18:00 | Waremme Volley             | 1:3 (23:25, 17:25, 35:33, 24:26)        | Lindemans Aalst            | 190    |
| 29.01.2023  | 18:00 | Axis Guibertin             | 3:1 (27:25, 25:21, 18:25, 25:21)        | Tectum Achel               | bd.    |
| 15. KOLEJKA |       |                            |                                         |                            |        |
| 01.02.2023  | 20:30 | Lindemans Aalst            | 0:3 (20:25, 14:25, 20:25)               | Greenyard Maaseik          | 600    |
| 01.02.2023  | 20:30 | Caruur Volley Gent         | 2:3 (27:25, 25:20, 23:25, 27:29, 9:15)  | Volley Haasrode Leuven     | 250    |
| 01.02.2023  | 20:30 | Knack Roeselare            | 3:2 (24:26, 25:20, 25:19, 21:25, 15:9)  | Decospan Volley Team Menen | 1958   |
| 01.02.2023  | 20:30 | Axis Guibertin             | 3:0 (25:23, 26:24, 26:24)               | Waremme Volley             | bd.    |
| 16. KOLEJKA |       |                            |                                         |                            |        |
| 03.02.2023  | 20:30 | Waremme Volley             | 0:3 (19:25, 24:26, 13:25)               | Greenyard Maaseik          | 510    |
| 04.02.2023  | 20:30 | Decospan Volley Team Menen | 3:1 (25:17, 25:18, 20:25, 28:26)        | Tectum Achel               | 575    |
| 04.02.2023  | 20:30 | Volley Haasrode Leuven     | 3:1 (22:25, 25:20, 25:21, 25:20)        | Axis Guibertin             | 450    |
| 05.02.2023  | 14:30 | Caruur Volley Gent         | 3:2 (25:23, 24:26, 22:25, 25:23, 15:12) | Lindemans Aalst            | 250    |
| 17. KOLEJKA |       |                            |                                         |                            |        |
| 11.02.2023  | 20:30 | Decospan Volley Team Menen | 3:1 (16:25, 25:20, 27:25, 25:21)        | Waremme Volley             | 300    |
| 11.02.2023  | 20:30 | Greenyard Maaseik          | 0:3 (22:25, 17:25, 19:25)               | Knack Roeselare            | 1050   |
| 11.02.2023  | 20:30 | Lindemans Aalst            | 1:3 (25:19, 21:25, 20:25, 19:25)        | Volley Haasrode Leuven     | 750    |
| 11.02.2023  | 20:30 | Tectum Achel               | 3:2 (25:22, 20:25, 25:23, 17:25, 18:16) | Caruur Volley Gent         | 200    |
| 18. KOLEJKA |       |                            |                                         |                            |        |
| 18.02.2023  | 20:30 | Lindemans Aalst            | 1:3 (24:26, 16:25, 25:19, 24:26)        | Tectum Achel               | 475    |
| 18.02.2023  | 20:30 | Greenyard Maaseik          | 3:1 (23:25, 25:20, 25:19, 25:18)        | Volley Haasrode Leuven     | 400    |
| 19.02.2023  | 14:00 | Waremme Volley             | 0:3 (19:25, 20:25, 14:25)               | Knack Roeselare            | 250    |
| 19.02.2023  | 18:00 | Axis Guibertin             | 3:2 (20:25, 21:25, 25:21, 27:25, 15:12) | Caruur Volley Gent         | bd.    |

### Tabela
| Lp. | Drużyna                    | Pkt | Mecze | Mecze | Mecze | Rodzaj wyniku | Rodzaj wyniku | Rodzaj wyniku | Rodzaj wyniku | Rodzaj wyniku | Rodzaj wyniku | Sety | Sety | Sety  | Małe punkty | Małe punkty | Małe punkty |
| Lp. | Drużyna                    | Pkt | M     | W     | P     | 3:0           | 3:1           | 3:2           | 2:3           | 1:3           | 0:3           | wyg. | prz. | stos. | zdob.       | str.        | stos.       |
| --- | -------------------------- | --- | ----- | ----- | ----- | ------------- | ------------- | ------------- | ------------- | ------------- | ------------- | ---- | ---- | ----- | ----------- | ----------- | ----------- |
| 1   | Knack Roeselare            | 46  | 16    | 16    | 0     | 11            | 3             | 2             | 0             | 0             | 0             | 48   | 7    | 6.86  | 1340        | 1047        | 1.28        |
| 2   | VC Greenyard Maaseik       | 38  | 16    | 13    | 3     | 6             | 5             | 2             | 1             | 1             | 1             | 42   | 18   | 2.33  | 1379        | 1218        | 1.13        |
| 3   | Volley Haasrode Leuven     | 26  | 16    | 9     | 7     | 3             | 3             | 3             | 2             | 3             | 2             | 34   | 30   | 1.13  | 1413        | 1398        | 1.01        |
| 4   | Decospan Volley Team Menen | 25  | 16    | 8     | 8     | 3             | 4             | 1             | 2             | 3             | 3             | 31   | 30   | 1.03  | 1371        | 1371        | 1           |
| 5   | Caruur Volley Gent         | 23  | 16    | 7     | 9     | 4             | 1             | 2             | 4             | 1             | 4             | 30   | 32   | 0.94  | 1371        | 1366        | 1           |
| 6   | Lindemans Aalst            | 18  | 16    | 6     | 10    | 2             | 2             | 2             | 2             | 5             | 3             | 27   | 36   | 0.75  | 1391        | 1428        | 0.97        |
| 7   | Axis Guibertin             | 16  | 16    | 5     | 11    | 2             | 2             | 1             | 2             | 6             | 3             | 25   | 37   | 0.68  | 1322        | 1428        | 0.93        |
| 8   | Tectum Achel               | 14  | 16    | 5     | 11    | 1             | 2             | 2             | 1             | 3             | 7             | 20   | 39   | 0.51  | 1242        | 1365        | 0.91        |
| 9   | Waremme Volley             | 10  | 16    | 3     | 13    | 0             | 3             | 0             | 1             | 3             | 9             | 14   | 42   | 0.33  | 1158        | 1366        | 0.85        |

Źródło: Lotto Volley League – Data Project (ang.)
Punktacja: 3:0 i 3:1 – 3 pkt; 3:2 – 2 pkt; 2:3 – 1 pkt; 1:3 i 0:3 – 0 pkt
Zasady ustalania kolejności: 1. liczba punktów; 2. liczba zwycięstw; 3. stosunek setów; 4. stosunek małych punktów; 5. bilans w bezpośrednich meczach
     Faza play-off
     Faza play-down

## Faza play-off

### Tabela wyników
| Gospodarz \ Gość1          | ROE | MAA | LEU | MEN | GNT | LIN |
| -------------------------- | --- | --- | --- | --- | --- | --- |
| Knack Roeselare            | -   | 3:1 | 3:0 | 3:0 | 3:0 | 3:1 |
| VC Greenyard Maaseik       | 3:1 | -   | 3:2 | 3:1 | 3:0 | 3:0 |
| Volley Haasrode Leuven     | 0:3 | 3:1 | -   | 3:1 | 3:2 | 3:0 |
| Decospan Volley Team Menen | 0:3 | 1:3 | 0:3 | -   | 0:3 | 3:2 |
| Caruur Volley Gent         | 0:3 | 1:3 | 3:1 | 3:2 | -   | 3:1 |
| Lindemans Aalst            | 0:3 | 0:3 | 3:1 | 3:2 | 3:0 | -   |

Źródło: Lotto Volley League – Data Project (ang.)
1 Drużyna gospodarzy jest wymieniona po lewej stronie tabeli.
Kolory:
  zwycięstwo gospodarzy 3:0 lub 3:1
  zwycięstwo gospodarzy 3:2
  zwycięstwo gości 3:0 lub 3:1
  zwycięstwo gości 3:2

### Terminarz i wyniki spotkań
| Data        | Godz. | Gospodarz                  | Rezultat                                | Gość                       | Widzów |
| ----------- | ----- | -------------------------- | --------------------------------------- | -------------------------- | ------ |
| 1. KOLEJKA  |       |                            |                                         |                            |        |
| 02.03.2023  | 20:30 | Knack Roeselare            | 3:1 (28:26, 23:25, 25:17, 25:20)        | Lindemans Aalst            | 515    |
| 04.03.2023  | 20:30 | Greenyard Maaseik          | 3:2 (25:23, 18:25, 22:25, 25:20, 15:10) | Volley Haasrode Leuven     | 843    |
| 04.03.2023  | 20:30 | Decospan Volley Team Menen | 0:3 (19:25, 16:25, 19:25)               | Caruur Volley Gent         | 200    |
| 2. KOLEJKA  |       |                            |                                         |                            |        |
| 10.03.2023  | 20:30 | Decospan Volley Team Menen | 0:3 (16:25, 29:31, 19:25)               | Knack Roeselare            | 350    |
| 11.03.2023  | 20:30 | Lindemans Aalst            | 0:3 (17:25, 19:25, 20:25)               | Greenyard Maaseik          | 480    |
| 11.03.2023  | 20:30 | Caruur Volley Gent         | 3:1 (25:18, 27:25, 11:25, 25:18)        | Volley Haasrode Leuven     | 100    |
| 3. KOLEJKA  |       |                            |                                         |                            |        |
| 17.03.2023  | 20:30 | Caruur Volley Gent         | 3:1 (18:25, 30:28, 25:18, 25:23)        | Lindemans Aalst            | 250    |
| 18.03.2023  | 20:30 | Greenyard Maaseik          | 3:1 (25:17, 25:19, 17:25, 25:21)        | Knack Roeselare            | 840    |
| 19.03.2023  | 18:00 | Volley Haasrode Leuven     | 3:1 (25:20, 21:25, 25:22, 25:17)        | Decospan Volley Team Menen | 200    |
| 4. KOLEJKA  |       |                            |                                         |                            |        |
| 22.03.2023  | 20:30 | Knack Roeselare            | 3:0 (25:20, 25:17, 25:23)               | Caruur Volley Gent         | 975    |
| 22.03.2023  | 20:30 | Greenyard Maaseik          | 3:1 (17:25, 25:20, 25:14, 25:14)        | Decospan Volley Team Menen | 500    |
| 22.03.2023  | 20:30 | Lindemans Aalst            | 3:1 (15:25, 25:20, 25:18, 25:23)        | Volley Haasrode Leuven     | 547    |
| 5. KOLEJKA  |       |                            |                                         |                            |        |
| 25.03.2023  | 20:30 | Caruur Volley Gent         | 1:3 (26:24, 19:25, 18:25, 34:36)        | Greenyard Maaseik          | 180    |
| 25.03.2023  | 20:30 | Decospan Volley Team Menen | 3:2 (15:25, 25:23, 25:14, 23:25, 15:13) | Lindemans Aalst            | 350    |
| 26.03.2023  | 18:00 | Volley Haasrode Leuven     | 0:3 (22:25, 18:25, 21:25)               | Knack Roeselare            | 600    |
| 6. KOLEJKA  |       |                            |                                         |                            |        |
| 01.04.2023  | 20:30 | Caruur Volley Gent         | 3:2 (22:25, 25:15, 16:25, 25:22, 15:9)  | Decospan Volley Team Menen | 190    |
| 02.04.2023  | 18:00 | Volley Haasrode Leuven     | 3:1 (23:25, 25:20, 35:33, 25:18)        | Greenyard Maaseik          | 700    |
| 19.04.2023  | 20:30 | Lindemans Aalst            | 0:3 (21:25, 21:25, 21:25)               | Knack Roeselare            | 650    |
| 7. KOLEJKA  |       |                            |                                         |                            |        |
| 07.04.2023  | 20:30 | Knack Roeselare            | 3:1 (25:20, 19:25, 25:22, 25:23)        | Greenyard Maaseik          | 1970   |
| 07.04.2023  | 20:30 | Decospan Volley Team Menen | 0:3 (20:25, 23:25, 21:25)               | Volley Haasrode Leuven     | 250    |
| 07.04.2023  | 20:30 | Lindemans Aalst            | 3:0 (25:21, 25:12, 25:17)               | Caruur Volley Gent         | 750    |
| 8. KOLEJKA  |       |                            |                                         |                            |        |
| 11.04.2023  | 20:30 | Knack Roeselare            | 3:0 (26:24, 25:15, 25:16)               | Decospan Volley Team Menen | 1575   |
| 12.04.2023  | 20:30 | Volley Haasrode Leuven     | 3:2 (25:18, 24:26, 19:25, 25:14, 15:9)  | Caruur Volley Gent         | 450    |
| 12.04.2023  | 20:30 | Greenyard Maaseik          | 3:0 (25:22, 25:22, 25:23)               | Lindemans Aalst            | 740    |
| 9. KOLEJKA  |       |                            |                                         |                            |        |
| 15.04.2023  | 19:00 | Volley Haasrode Leuven     | 3:0 (25:20, 25:20, 25:20)               | Lindemans Aalst            | 350    |
| 15.04.2023  | 20:30 | Caruur Volley Gent         | 0:3 (11:25, 13:25, 18:25)               | Knack Roeselare            | 190    |
| 16.04.2023  | 16:00 | Decospan Volley Team Menen | 1:3 (20:25, 25:16, 20:25, 20:25)        | Greenyard Maaseik          | 350    |
| 10. KOLEJKA |       |                            |                                         |                            |        |
| 22.04.2023  | 20:30 | Knack Roeselare            | 3:0 (25:17, 25:18, 25:20)               | Volley Haasrode Leuven     | 1150   |
| 22.04.2023  | 20:30 | Greenyard Maaseik          | 3:0 (25:17, 25:15, 25:13)               | Caruur Volley Gent         | 800    |
| 22.04.2023  | 20:30 | Lindemans Aalst            | 3:2 (21:25, 21:25, 25:18, 32:30, 16:14) | Decospan Volley Team Menen | 645    |

### Tabela
| Lp. | Drużyna                    | Pkt | Mecze | Mecze | Mecze | Rodzaj wyniku | Rodzaj wyniku | Rodzaj wyniku | Rodzaj wyniku | Rodzaj wyniku | Rodzaj wyniku | Sety | Sety | Sety  | Małe punkty | Małe punkty | Małe punkty |
| Lp. | Drużyna                    | Pkt | M     | W     | P     | 3:0           | 3:1           | 3:2           | 2:3           | 1:3           | 0:3           | wyg. | prz. | stos. | zdob.       | str.        | stos.       |
| --- | -------------------------- | --- | ----- | ----- | ----- | ------------- | ------------- | ------------- | ------------- | ------------- | ------------- | ---- | ---- | ----- | ----------- | ----------- | ----------- |
| 1   | Knack Roeselare            | 32  | 10    | 9     | 1     | 7             | 2             | 0             | 0             | 1             | 0             | 28   | 5    | 5.6   | 809         | 670         | 1.21        |
| 2   | VC Greenyard Maaseik       | 27  | 10    | 8     | 2     | 3             | 4             | 1             | 0             | 2             | 0             | 26   | 12   | 2.17  | 901         | 810         | 1.11        |
| 3   | Volley Haasrode Leuven     | 18  | 10    | 5     | 5     | 2             | 2             | 1             | 1             | 2             | 2             | 19   | 19   | 1     | 853         | 829         | 1.03        |
| 4   | Caruur Volley Gent         | 13  | 10    | 4     | 6     | 1             | 2             | 1             | 1             | 1             | 4             | 15   | 22   | 0.68  | 750         | 848         | 0.88        |
| 5   | Lindemans Aalst            | 9   | 10    | 3     | 7     | 1             | 1             | 1             | 1             | 2             | 4             | 13   | 24   | 0.54  | 808         | 850         | 0.95        |
| 6   | Decospan Volley Team Menen | 6   | 10    | 1     | 9     | 0             | 0             | 1             | 2             | 3             | 4             | 10   | 29   | 0.34  | 790         | 904         | 0.87        |

Źródło: Lotto Volley League – Data Project (ang.)
Punktacja: 3:0 i 3:1 – 3 pkt; 3:2 – 2 pkt; 2:3 – 1 pkt; 1:3 i 0:3 – 0 pkt
Zasady ustalania kolejności: 1. liczba punktów; 2. liczba zwycięstw; 3. stosunek setów; 4. stosunek małych punktów; 5. bilans w bezpośrednich meczach
Uwagi: Drużyny fazę play-off rozpoczynały z następującą liczbą punktów: Knack Roeselare – 5 pkt; Greenyard Maaseik – 4 pkt; Volley Haasrode Leuven – 3 pkt; Decospan Volley Team Menen – 2 pkt; Caruur Volley Gent – 1 pkt; Lindemans Aalst – 0 pkt.
     Finały
     Faza play-off o 5. miejsce w europejskich pucharach

## Finały
(do trzech zwycięstw)
| Data                | Godz.               | Gospodarz           | Rezultat                         | Gość                  | Widzów                |
| ------------------- | ------------------- | ------------------- | -------------------------------- | --------------------- | --------------------- |
| Knack Roeselare (1) | Knack Roeselare (1) | Knack Roeselare (1) | 3 – 0                            | (2) Greenyard Maaseik | (2) Greenyard Maaseik |
| 28.04.2023          | 20:30               | Knack Roeselare     | 3:1 (24:26, 25:13, 25:19, 26:24) | Greenyard Maaseik     | 1725                  |
| 02.05.2023          | 20:30               | Greenyard Maaseik   | 1:3 (19:25, 25:19, 27:29, 19:25) | Knack Roeselare       | 1750                  |
| 05.05.2023          | 20:30               | Knack Roeselare     | 3:0 (32:30, 25:21, 25:14)        | Greenyard Maaseik     | 1995                  |

## Faza play-down

### Tabela wyników
| Gospodarz \ Gość1 | GUI | ACH | WRM |
| ----------------- | --- | --- | --- |
| Axis Guibertin    | -   | 2:3 | 0:3 |
| Tectum Achel      | 0:3 | -   | 3:2 |
| Waremme Volley    | 3:2 | 1:3 | -   |

Źródło: Lotto Volley League – Data Project (ang.)
1 Drużyna gospodarzy jest wymieniona po lewej stronie tabeli.
Kolory:
  zwycięstwo gospodarzy 3:0 lub 3:1
  zwycięstwo gospodarzy 3:2
  zwycięstwo gości 3:0 lub 3:1
  zwycięstwo gości 3:2

### Terminarz i wyniki spotkań
| Data       | Godz. | Gospodarz      | Rezultat                                | Gość           | Widzów |
| ---------- | ----- | -------------- | --------------------------------------- | -------------- | ------ |
| 05.03.2023 | 18:00 | Axis Guibertin | 0:3 (24:26, 19:25, 19:25)               | Waremme Volley | bd.    |
| 12.03.2023 | 14:00 | Waremme Volley | 1:3 (25:22, 21:25, 15:25, 23:25)        | Tectum Achel   | 250    |
| 18.03.2023 | 20:30 | Tectum Achel   | 0:3 (20:25, 24:26, 21:25)               | Axis Guibertin | 250    |
| 02.04.2023 | 14:00 | Waremme Volley | 3:2 (16:25, 25:21, 27:29, 25:14, 17:15) | Axis Guibertin | 245    |
| 07.04.2023 | 20:30 | Axis Guibertin | 2:3 (25:18, 24:26, 25:15, 19:25, 15:17) | Tectum Achel   | 200    |
| 15.04.2023 | 20:30 | Tectum Achel   | 3:2 (22:25, 25:22, 25:18, 24:26, 15:10) | Waremme Volley | 343    |

### Tabela
| Lp. | Drużyna        | Pkt | Mecze | Mecze | Mecze | Rodzaj wyniku | Rodzaj wyniku | Rodzaj wyniku | Rodzaj wyniku | Rodzaj wyniku | Rodzaj wyniku | Sety | Sety | Sety  | Małe punkty | Małe punkty | Małe punkty |
| Lp. | Drużyna        | Pkt | M     | W     | P     | 3:0           | 3:1           | 3:2           | 2:3           | 1:3           | 0:3           | wyg. | prz. | stos. | zdob.       | str.        | stos.       |
| --- | -------------- | --- | ----- | ----- | ----- | ------------- | ------------- | ------------- | ------------- | ------------- | ------------- | ---- | ---- | ----- | ----------- | ----------- | ----------- |
| 1   | Tectum Achel   | 8   | 4     | 3     | 1     | 0             | 1             | 2             | 0             | 0             | 1             | 9    | 8    | 1.13  | 374         | 369         | 1.01        |
| 2   | Axis Guibertin | 7   | 4     | 1     | 3     | 1             | 0             | 0             | 2             | 0             | 1             | 7    | 9    | 0.78  | 350         | 352         | 0.99        |
| 3   | Waremme Volley | 6   | 4     | 2     | 2     | 1             | 0             | 1             | 1             | 1             | 0             | 9    | 8    | 1.13  | 371         | 374         | 0.99        |

Źródło: Lotto Volley League – Data Project (ang.)
Punktacja: 3:0 i 3:1 – 3 pkt; 3:2 – 2 pkt; 2:3 – 1 pkt; 1:3 i 0:3 – 0 pkt
Zasady ustalania kolejności: 1. liczba punktów; 2. liczba zwycięstw; 3. stosunek setów; 4. stosunek małych punktów; 5. bilans w bezpośrednich meczach
Uwagi: Drużyny fazę play-down rozpoczynały z następującą liczbą punktów: Axis Guibertin – 2 pkt; Tectum Achel – 1 pkt; Waremme Volley – 0 pkt.
     Faza play-off o 5. miejsce w europejskich pucharach

## Faza play-off o 5. miejsce w europejskich pucharach
Półfinały
| Data       | Godz. | Gospodarz                  | Rezultat                         | Gość           | Widzów |
| ---------- | ----- | -------------------------- | -------------------------------- | -------------- | ------ |
| 29.04.2023 | 20:30 | Lindemans Aalst            | 3:0 (25:21, 25:11, 25:17)        | Axis Guibertin | 420    |
| 29.04.2023 | 20:30 | Decospan Volley Team Menen | 3:1 (25:20, 24:26, 25:22, 25:14) | Tectum Achel   | 750    |

Finał
| Data       | Godz. | Gospodarz       | Rezultat                         | Gość                       | Widzów |
| ---------- | ----- | --------------- | -------------------------------- | -------------------------- | ------ |
| 06.05.2023 | 20:30 | Lindemans Aalst | 1:3 (31:33, 24:26, 25:16, 16:25) | Decospan Volley Team Menen | 620    |

## Klasyfikacja końcowa
| Poz. | Drużyna                    |
| ---- | -------------------------- |
| 1.   | Knack Roeselare            |
| 2.   | Greenyard Maaseik          |
| 3.   | Volley Haasrode Leuven     |
| 4.   | Caruur Volley Gent         |
| 5.   | Decospan Volley Team Menen |
| 6.   | Lindemans Aalst            |
| 7.   | Tectum Achel               |
| 8.   | Axis Guibertin             |
| 9.   | Waremme Volley             |

     Eliminacje Ligi Mistrzów 2023/2024
     Puchar CEV 2023/2024
     Puchar Challenge 2023/2024